# Vester Vandet Kirke
Vester Vandet Kirke er en romansk kirke i Vester Vandet Sogn i Thy. Den menes første gang opført i 1100-tallet og er en langhusbygning med apsis af granitkvadre.
Kirkegården er omgivet af et gammelt kampestensdige, som mod vest har to låger. Den sydligste af dem er flankeret af to 2 meter høje stolper.
Våbenhuset blev opført 1833 i stedet for en ældre bygning af bindingsværk. Kirkens oprindelige vinduer og norddøren er fjernet, mens syddøren stadig er bevaret.
Klokkekammeret over vestgavlen blev opsat 1905 med det jernstøbte cirkelkors er opført i røde mursten og er afdækket med bly. Det blev opført i stedet for en tidligere klokkestabel, hvis grundsten med indskriften 1822 stadig er bevaret ved kirkens sydvestlige hjørne.
Inde i kirken under korbuen står et fire meter højt standur med billede af en sandskude, som man på det tidspunkt sejlede med fra Danmark til Norge. Da kirken intet tårn har, skænkede skudeejerne fra Klitmøller kirken uret, der er fremstillet 1754 af urmager Anders Christensen Heede, Øster Vandet.
Nord for kirken ligger Edshøjene, en gruppe gravhøje fra bronzealderen, hvorfra der er udsigt over Vandet Sø og klitplantagerne mod vest.

## Billedgalleri
- Kirkerummet
- Prædikestolen med standuret
- Alteret

## Sognepræster i Vester Vandet – Klitmøller – Øster Vandet
- (nævnes 1469) Johannes Torkildsen
- (nævnes 1542) Peder Jensen Klitmøller
- (nævnes 1555) Peder Quie
- (nævnes 1561 og 1581) Mourits Christensen Møborg
- (nævnes 1599 og 1625) Christen Mouritsen Agerholm
- (nævnes 1637 og 1664) Peder Christensen Øland
- (ord. 15. jan 1673) Christen Pedersen Agerholm
- (1690-1730) Peder Roaldsen, Provst
- (1731-1734) Svend Hansen Hjortberg
- (1734-1765) Peder Knudsen Riber, Provst
- (1766-1768) Mathias Andresen Jensen
- (1768-1773) Michael Bertelsen Langballe
- (1773-1819) Nicolai Eeg, Provst
- (1819-1839) Christian Brandt Carstensen
- (1839-1852) Frederik Nicolai Severin Michelsen
- (1852-1872) Niels Vrigsted Hunderup, Provst
- (1872-1879) Poul Martin Møller
- (1879-1889) Jens Edvard Vilhelm Larsen
- (1889-1894) Rasmus Christian Madsen
- (1894-1906) Peder Christian Pedersen
- (1906-1914) Peter Østergaard
- (1914-1917) Hans Sigvard Jørgensen Hamlev
- (1917-1920) Jens Theodor Hansen Erck
- (1921-1926) Jens Christian Vinther
- (1926-1932) Aksel Emil Petersen
- (1932-1937) Niels Thun
- (1937-1946) Hans Emil Nicolai Skytte
- (1946-1962) Jens Peter Albert Christensen
- (1963-1984) Kaj Lyksholm

## Sognepræster i Vester Vandet – Øster Vandet – Skinnerup
- (1984-1994) Tommy Hegner
- (1994-) Maibrit Nygaard